# Kaluđerce
Kaluđerce (cyr. Калуђерце) – wieś w Serbii, w okręgu jablanickim, w mieście Leskovac. W 2011 roku liczyła 167 mieszkańców.